# Xanthogramma sapporensis
Xanthogramma sapporensis är en tvåvingeart som beskrevs av Matsumura 1916. Xanthogramma sapporensis ingår i släktet kilblomflugor, och familjen blomflugor. Inga underarter finns listade i Catalogue of Life.